# Myriopteris scariosa
Myriopteris scariosa là một loài thực vật có mạch trong họ Adiantaceae. Loài này được (Sw.) Fée miêu tả khoa học đầu tiên năm 1852.